# Graffiti Bridge
Pour plus de détails, voir Fiche technique et Distribution.
Graffiti Bridge est une comédie musicale dramatique écrite et réalisée par Prince. C'est la suite du film Purple Rain sorti en 1984. Le film a été un échec au box-office. Prince est allé au bout d'un projet auquel tout le monde s'était opposé. On reproche notamment à Prince d'avoir tourné le film en grande partie en studio et de ne pas lui avoir donné de sens clair. Cependant, comme Purple Rain, il était accompagné par une bande originale intéressante. 

## Synopsis
Le Kid (Prince) est désormais interprète et propriétaire du club. Morris (Morris Day), son ancien rival, revient en tant que copropriétaire du mini-club, Glam Slam, ainsi que de plusieurs autres dans la région y compris ses piliers, Pandemonium. Le Kid est forcé de payer 10 000 $ à Morris pour qu'il puisse rembourser le maire. Le Kid alors se voit forcé de devenir le copropriétaire de son club. Il perd de la clientèle et décide de défier Morris à participer à une bataille de musique dont l'enjeu serait le Glam Slam.

## Fiche technique
- Titre : Graffiti Bridge
- Réalisation : Prince
- Scénario et dialogues : Prince
- Décors : Vance Lorenzini
- Costumes : Helen Hiatt et Jim Shearon
- Décorateur de plateau : Jerry Wanek
- Photographie : Bill Butler
- Montage : Rebecca Ross
- Musique : Prince
- Producteur : Randy Phillips
- Société de production : Paisley Park Film - Warner Bros. Pictures
- Distribution : Warner Bros.
- Budget : 6 000 000 dollars
- Revenus : 4 562 778 dollars
- Pays d'origine : États-Unis
- Langue : anglais
- Format : Couleurs - 1,85:1 - Dolby SR -
- Genre : Film musical
- Durée : 95 min.
- Date de sortie : 2 novembre 1990

## Distribution
- Prince : The Kid
- Ingrid Chavez (en) : Aura
- Morris Day : lui-même
- Jerome Benton (en) : Jérôme
- George Clinton : lui-même
- Tevin Campbell (en)  : Tevin
- Mavis Staples : Melody Cool
- The Time : le groupe

## Production
Le film a été acclamé pour sa vaste liste de musiques : en effet, il est surtout composé de vidéos musicales qui s'enchaînent sans intrigue. Son scénario a notamment été blâmé par Madonna, qui a refusé le rôle de la mystérieuse Aura. Elle affirma avoir trouvé le scénario catastrophique. 
On sent un manque de caractérisation, ce qui rend le récit entièrement mort et inefficace. La décision de filmer la plupart des scènes importantes dans son studio artificiel Paisley Park ajoute un artifice sombre à l'ambiance. 
Un bêtisier de la vidéo a fait surface, ce qui indique que l'ensemble du film était destiné à avoir une musique plus fantastique pour se différencier des comédies musicales hollywoodiennes. 
L'idée du tournage aurait commencé en 1987, mais fut d'abord annulée de nombreuses fois en raison du manque d'idées. Une rumeur indiquait la présence d'Anna Fantastic dans le film, puis une autre que Prince avait l'espoir de voir Kim Basinger dans le film, car il serait alors certainement un succès (grâce à son talent de chanteuse) mais quand elle et Prince se séparent en 1990, Ingrid Chavez est embauchée à la hâte. Pour le rôle de Mavis Staples, Prince avait prévu Patti LaBelle, mais il n'a jamais pu concrétiser.

## Réception
Prince avait subi des échecs pour Under the Cherry Moon et Sign "☮" The Times à leurs sorties. Pourtant, devenus des classiques très cultes plus tard, Graffiti Bridge n'a pas eu cette chance et n'a pas atteint le même statut au box-office que Purple Rain. 
La critique accordée au film était loin d'être positive, beaucoup déclarant que Prince tentait de se positionner comme le Christ, en particulier pendant la séquence pour des chansons Still Would Stand All Time et Graffiti Bridge. On a aussi déclaré que le Kid a été transformé en un personnage très différent de celui de Purple Rain et que les seuls personnages qui étaient restés les mêmes étaient ceux de Morris Day et son acolyte Jérôme Benton. Mavis Staples, Tevin Campbell et George Clinton furent parmi les plus critiqués bien que chacun se limitait à une courte apparition dans le film. La musique du film a été vue comme le seul point positif. 
Le titre « Graffiti Bridge » vient d'un pont maintenant détruit qui se situait à Eden Prairie, MN. Le pont a été démoli dans les années 1990 pour faire place à une nouvelle construction, mais reste à ce jour une légende locale.